# فرودگاه برزنیکی

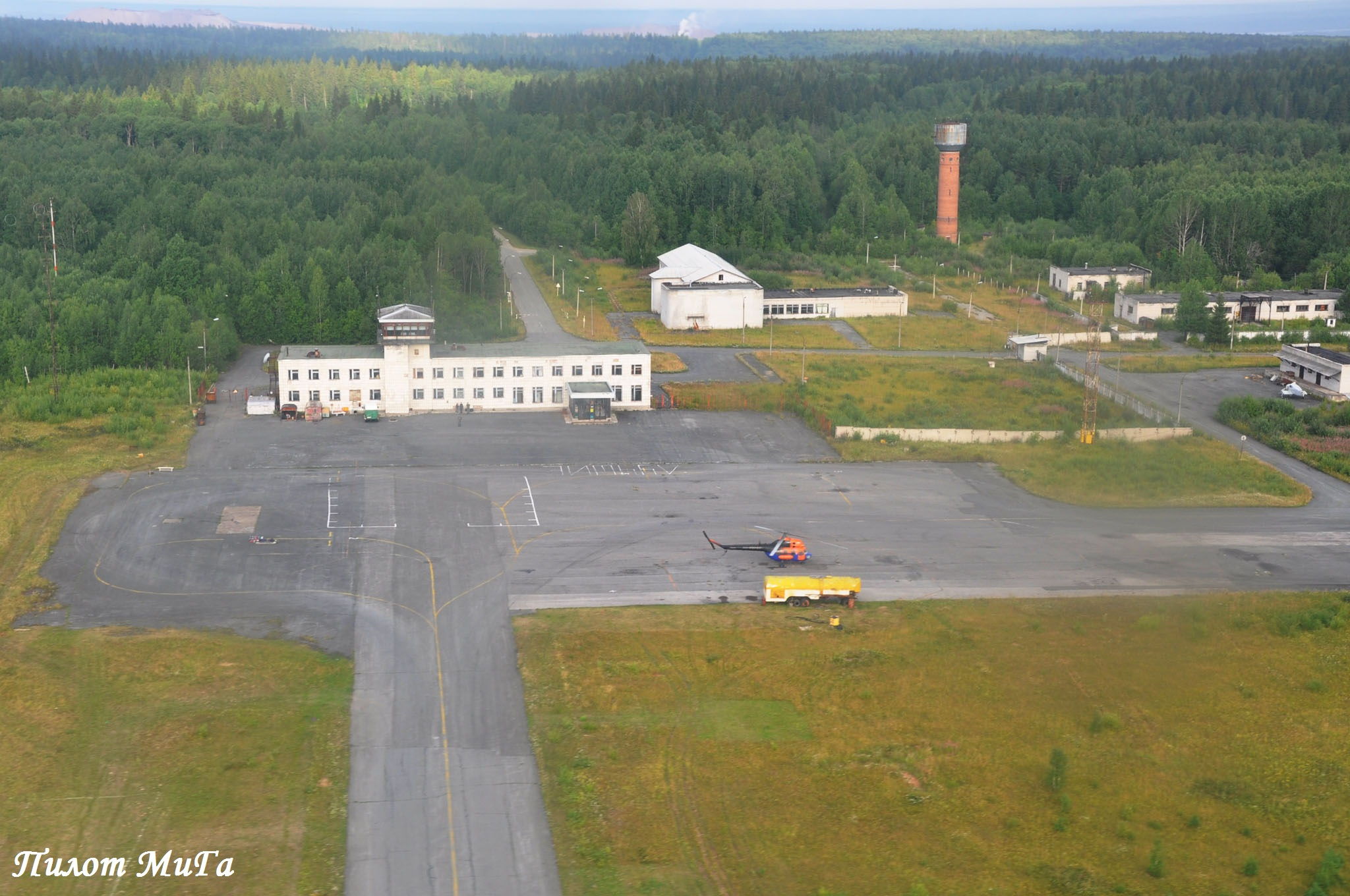
نمایی از فرودگاه برزنیکی

فرودگاه برزنیکی (به روسی: Аэропорт Березники) فرودگاهی عمومی واقع در ۶۷۹ در حومه شهر سولیکامسک در کشور روسیه است که توسط شرکت هواپیمایی پرم اداره می‌شود.